# Batalha de Monte Gauro
A Batalha de Monte Gauro foi travada em 343 a.C. entre as forças da República Romana e os samnitas, dando início à Primeira Guerra Samnita. Ela foi descrita pelo historiador romano Lívio, que conta que o cônsul romano Marco Valério Corvo venceu uma difícil batalha contra os samnitas no monte Gauro, perto de Cumas, na Campânia. Historiadores modernos acreditam que a maior parte (ou todos) dos detalhes na descrição de Lívio foram inventados por ele ou por suas fontes.

## Contexto
Segundo Lívio, a Primeira Guerra Samnita começou por que os samnitas atacaram os sidicínios, uma tribo que vivia no norte da Campânia. Os campânios, liderados pela cidade-estado de Capua, enviaram um exército para ajudá-los, mas foram derrotados pelos samnitas, que aproveitaram para invadir a Campânia e derrotar os campânios novamente perto de Capua. Frente à iminente derrota, os campânios apelaram a Roma por ajuda e os romanos, apesar de terem um tratado vigente com o samnitas, concordaram em ajudar e declararam guerra.
Os dois cônsules de 343 a.C., Marco Valério Corvo e Aulo Cornélio Cosso marcharam com seus exércitos para a guerra, com Valério seguindo para a Campânia enquanto Cornélio arrasava Sâmnio.

## Batalha
Valério acampou seu exército em Monte Gauro. Os samnitas invadiram a Campânia com uma grande força, acreditando que a região seria o principal teatro de operações da guerra, e estavam ansiosos pelo combate. Depois de testar as forças samnitas com escaramuças, Valério preparou os romanos para a batalha marchando para fora do acampamento e perfilando suas forças. A batalha durou algum tempo, com os dois lados bastante equivalentes e sem que ninguém conseguisse uma vantagem significativa. Para quebrar o impasse, Valério ordenou uma carga de cavalaria numa tentativa de romper as linhas samnitas, mas ela foi repelida. Com o recuo da cavalaria, Valério desmontou e decidiu liderar um assalto da infantaria em pessoa, mas novamente os samnitas resistiram, mesmo à custa de pesadas perdas. A batalha já havia durado o dia inteiro e a luz estava acabando. Os romanos, cansados, foram animados pela raiva e pela frustração a tentar mais uma tentativa. Desta vez os samnitas fugiram e a maioria não teria sobrevivido se o cair da noite não obrigasse o fim da perseguição. Quando perguntados de por que decidiram finalmente fugir, os samnitas, segundo Lívio, teriam respondido que foram "os olhos dos romanos, que pareciam arder, juntamente com suas expressões de fúria e semblantes frenéticos". Durante a noirte, os samnitas partiram deixando seu acampamento para os romanos. Toda a Campânia congratulou os romanos pela vitória.

## Consequências
Lívio relata ainda mais duas vitórias romanas contra os samnitas em 343 a.C., uma vitória do outro cônsul, Cornélio Cosso, na Batalha de Satícula e uma segunda vitória de Valério Corvo na Batalha de Suessula. No final da estação de campanhas militares ambos foram recompensados em Roma com um triunfo. Os cartagineses, com os quais os romanos haviam firmado um tratado de amizade em 348 a.C., congratularam os romanos pelas vitórias enviando uma coroa de ouro pesando doze quilos para o Templo de Júpiter Ótimo Máximo. Segundo os Fastos Triunfais, Valério e Cornélio celebraram seus triunfos sobre os samnitas em 21 e 22 de setembro respectativamente. Pelos dois anos seguintes, há registro apenas de encontros menores e a Primeira Guerra Samnita acabou em 341 a.C. com romanos e samnitas renovando seu tratado e os samnitas aceitando a nova aliança entre Roma e a Campânia.

## Análise moderna
Historiadores modernos acreditam que poucos ou nenhum dos detalhes do relato de Lívio para esta batalha deriva de registros autênticos. Suas cenas de batalha para este período são majoritariamente reconstruções livres feitas por ele e suas fontes e, por ser, historicamente, a primeira batalha entre romanos e samnitas, a batalha de Monte Gauro era particularmente suscetível a este tipo de invenção. As perdas samnitas foram claramente exageradas e o papel de Valério Corvo também pode ter sido, especialmente se, como Edward Togo Salmon (1967) defende, Valério Ância foi a principal fonte de Lívio para esta parte da obra, mas outros historiadores antigos também exageraram o papel de Valério. Salmon suspeita que as vitórias de Valério em 343 a.C. podem ser duplicações das operações romanas contra Aníbal na mesma região em 215 a.C.; ele duvidava também da localização desta batalha, perto de Cumas e longe de Capua, a cidade ameaçada pelos samnitas. Como o testemunho dos Fastos Triunfais atestam de fato algumas vitória romana em 343 a.C. e argumentando que, nesta época, os romanos tinham mais chance de vencer os samnitas em terreno plano do que em um montanhoso, Salmon propôs então que teria havido apenas uma batalha em 343 a.C., travada perto de Capua, perto do templo de Juno Gaura, que Lívio ou sua fonte teriam depois confundido com o Monte Gauro. Esta tese explicaria o relato de Lívio sobre os capuanos saindo para congratular os romanos. Finalmente, esta batalha também pode não ter sido esta vitória total contra os samnitas descrita por Lívio. A interrupção de uma batalha pelo cair da noite era um artifício comum utilizado pelos historiadores romanos para esconder fracassos de seus generais. Esta reconstrução foi rejeitada por Oakley (1998), que não acredita na tese das duplicações em 343 a.C.. Segundo ele, os samnitas já teriam conquistado boa parte da Campânia quando os romanos chegaram e as duas vitórias de Valério Cosso poderiam de fato ser o resultado de dois ataques samnitas distintos às cidades de Capua e Cumas.